# The Princess Bride
The Princess Bride – album z muzyką filmową skomponowaną przez Marka Knopflera do filmu Narzeczona dla księcia (The Princess Bride).  Knopfler został poproszony o napisane ścieżki dźwiękowej przez reżysera Roba Reinera, który uważał, że tylko Knopfler będzie w stanie muzycznie uchwycić zabawną ale i romantyczną atmosferę filmu.

## Lista utworów
1. "Once upon a Time...Storybook Love" – 4:00
2. "I Will Never Love Again" – 3:04
3. "Florin Dance" – 1:32
4. "Morning Ride" – 1:36
5. "The Friends' Song" – 3:02
6. "The Cliffs of Insanity" – 3:18
7. "The Swordfight" – 2:43
8. "Guide My Sword" – 5:11
9. "The Fire Swamp and the Rodents of Unusual Size" – 4:47
10. "Revenge" – 3:51
11. "A Happy Ending" – 1:52
12. "Storybook Love" – 4:24

Wszystkie utwory zostały skomponowane przez Knopflera z wyjątkiem ostatniej piosenki napisanej i zaśpiewanej przez Willy'ego DeVille'a